# Pietra-di-Verde
Pietra-di-Verde é uma comuna francesa na região administrativa de Córsega, no departamento da Alta Córsega. Estende-se por uma área de 8,79 km². 